# Египетски божества по символ
Египетските божества са персонификация на природните стихии, на събития от живота, на чувства или концепции и всички са свързани с един или повече символи.

## Анкх
(„Панделката на живота“).
- Атон
- Изида

## Баща
- Амон

## Буря
- Сет

## Война
- Сет
- Сехмет

## Възраждане
- Озирис
- Анджети

## Двойната корона
- вижте Пшент

## Звезди
- Нут

## Земя
- Геб
- Акер

## Зло
- Сет
- Апофис

## Луна
- Тот

## Любов
- Хатхор

## Майка
- Мут

## Минерали
- Геб

## Нишката на равновесието
- Хатхор

## Палма
(Символ на вечен живот).
- Изида

## Перо от щраус
(Символ на равновесието).
- Маат
- Шу

## Плодородие
- Амон
- Мин

## Пустиня
- Сет

## Пшент
- Хор

## Растенията
- Геб

## Скритият
- Амон

## Слънчев диск
- Атон
- Атум
- Бену
- Хорахти
- Хатхор
- Хепри
- Ра

## Смокиново дърво
- Нут

## Хаос
- Сет